# خانه غلامحسین بهادر خلیلی
خانه غلامحسین بهادر خلیلی مربوط به دوره قاجار است و در شیراز، خیابان قاآنی، کوچه افراسیابی، پلاک ۲۸ واقع شده و این اثر در تاریخ ۱۰ خرداد ۱۳۸۲ با شمارهٔ ثبت ۸۷۱۹ به‌عنوان یکی از آثار ملی ایران به ثبت رسیده است.

## موقعیت
بنا در بافت میانی شیراز، خیابان قاآنی کهنه، کوچه افراسیابی پلاک ۲۸ واقع شده است.

## مشخصات بنا
کاربری بنا مسکونی است، فرم معماری و تزئینات آن از ویژگی‌های بنا است.
ورودی بنا در ضلع جنوبی است و در قسمت فوقانی ورودی کاشیکاری با استفاده از کاشی‌های نگینی دیده می‌شود؛ و پس از آن از طریق یک هشتی با بدنه آجری به حیاط مرکزی راه پیدا می‌کنیم. در هر چهار سمت حیاط ساخت و ساز وجود دارد که فقط در قسمت جنوبی یک طبقه می‌باشد. فضاهای طبقه همکف و زیر زمین بنا ساده و نمای بیرونی آن از ازاره سنگی و پنجره‌های فلزی فرنگی پیچ تشکیل شده که در برخی قسمتها از درهای فلزی جدید استفاده شده است. بخش اصلی بنا در طبقه اول است که در سمت شمالی اتاق بزرگ بنا با درک پنج قسمتی قابل مشاهده است. فضای داخلی آن دارای سقف چوبی رسم بندی با طرحهای هندسی است که در حاشبیه دور سقف گچ بری برجسته رنگی به کار رفته است. در ضلع غربی دو اتاق بزرگ وجود دارد که یکی از آنها سه دری با سه درک بزرگ با گره چینی است. در فضای داخلی، سقف چوبی رسم بندی و شومینه گچ بری بزرگی دیده می‌شود. قسمت شرقی بنا شامل دو اتاق سه دری در طرفین یک راه پله است که فضای داخلی مشابه سایر قسمتها است.

## تزئینات
کاشیکاری سر در ورودی، گچ بری در اتاقهای شمالی و غربی و سقفهای چوبی از عوامل تزئین بنا است.

## دخل و تصرف
بنا پس از به ثبت رسیدن نیاز به تعمیرات اصولی دارد.
فرم معماری بنا به خوبی حفظ شده و تعمیرات اندکی در آن صورت گرفته است. نصب چند در فلزی از دخل و تصرفات بعمل آمده می‌باشد.